# 2006 في إيطاليا
فيما يلي قوائم الأحداث التي وقعت خلال عام 2006 في إيطاليا.

## أحداث
- 10 فبراير – الألعاب الأولمبية الشتوية 2006

## سياسة

### تعيين في المنصب
- 10 مارس – سيلفيو برلسكوني وزير الصحة  [لغات أخرى]‏.
- 28 أبريل – باولا بينيتي عضو مجلس الشيوخ الإيطالي.
- 28 أبريل – باولو جينتيلوني عضو مجلس النواب في الجمهورية الإيطالية،Italian Minister of Communications ‏.
- 15 مايو – جورجو نابوليتانو رئيس إيطاليا.
- 15 مايو – كارلو أزيليو تشامبي عضو مجلس الشيوخ مدى الحياة.
- 17 مايو – إنريكو ليتا Undersecretary to the Presidency of the Council  [لغات أخرى]‏.
- 17 مايو – جوليانو أماتو وزير الداخلية الإيطالي ‏.
- 17 مايو – رومانو برودي رئيس وزراء إيطاليا.
- 9 يونيو – ماتيو سالفيني member of City Council  [لغات أخرى]‏.

### انتهاء فترة المنصب
- 27 أبريل – باولو جينتيلوني عضو مجلس النواب في الجمهورية الإيطالية.
- 15 مايو – جورجو نابوليتانو عضو مجلس الشيوخ مدى الحياة.
- 15 مايو – كارلو أزيليو تشامبي رئيس إيطاليا.
- 17 مايو – سيلفيو برلسكوني رئيس وزراء إيطاليا، وزير الصحة  [لغات أخرى]‏.
- 30 مايو – ماتيو سالفيني member of City Council  [لغات أخرى]‏.

## رياضة
- 1 يناير – فضيحة كرة القدم الإيطالية 2006
- 1 يناير – ميلان-سان ريمو 2006 الفائزون أليساندرو بيتاتشي، لوكا باوليني، فيليبو بوزاتو.

## أفلام
من الأفلام التي صدرت هذه السنة في إيطاليا:
- 1 يناير – أزور و أسمر من إخراج Michel Ocelot [الإنجليزية]‏.
- 1 يناير – مخفي من إخراج مايكل هاينيكي.
- 15 سبتمبر – الملكة من إخراج ستيفن فريرز.
- 14 نوفمبر – كازينو رويال من إخراج مارتن كامبل.
- 26 نوفمبر – القصة الأصلية من إخراج كاثرين هاردويك.

## برامج ومسلسلات وأنمي
- روما

### مايو
- 28 مايو – أمبرتو ماسيتي (مواليد 1926)

### يوليو
- 11 يوليو – فورتوناتو ليبانوري (مواليد 1934) متسابق دراجات نارية إيطالي.
- 21 يوليو – لورينزو إم. ناردوتشي (مواليد 1942) فيزيائي أمريكي.

### سبتمبر
- 4 سبتمبر – جاشينتو فاكيتي (مواليد 1942) لاعب كرة قدم إيطالي.
- 15 سبتمبر – أوريانا فالاتشي (مواليد 1929) كاتبة إيطالية.

### أكتوبر
- 12 أكتوبر – جيلو بونتيكورفو (مواليد 1919)
- 16 أكتوبر – أوندينا فالا (مواليد 1916)

### نوفمبر
- 5 نوفمبر – بييترو رافا (مواليد 1916) لاعب ومدرب كرة قدم إيطالي.
- 28 نوفمبر – بريمو فولبي (مواليد 1916) درّاج طريق إيطالي.